# 小行星4439
小行星4439（4439 Muroto）是一颗围绕太阳公转的小行星。1984年11月2日，關勉在藝西天文台发现了此天体。
該小行星以日本高知縣室戶市命名。
这颗小行星的绝对星等为17.32314773349604等。